# Vesna Tomljenović
Vesna Tomljenović (* 1956 in Rijeka) ist eine kroatische Rechtswissenschaftlerin und Hochschullehrerin. Sie ist Richterin am Gericht der Europäischen Union.

## Leben und Wirken
Tomljenović studierte Rechtswissenschaften an der Universität Rijeka, wo sie 1979 ihren Abschluss machte. Ab 1982 war sie in Kroatien zur Anwaltschaft zugelassen, trieb zunächst aber vorrangig ihre juristische Ausbildung voran. So erwarb sie 1984 an der rechtswissenschaftlichen Fakultät der Universität Zagreb den Titel Master of Laws und wurde dort 1996 zur Dr. iur. promoviert. 2003 lehrte sie im Rahmen des Fulbright-Programms als Gastprofessorin an der Law School der Tulane University. 2005 kehrte sie an die Universität Rijeka zurück und koordinierte dort das Studienprogramm „Recht der europäischen Integration“. Gleichzeitig übernahm sie den Lehrstuhl für internationales Recht und europäisches Privatrecht. Außerdem war sie als Schiedsrichterin am ständigen Schiedsgericht der kroatischen Handelskammer tätig. Seit 2006 ist sie Präsidentin der kroatische Vereinigung für Rechtsvergleichung
Nach dem Beitritt Kroatiens zur Europäischen Union wurde Tomljenović am 4. Juli 2013 zur ersten kroatischen Richterin am Gericht der Europäischen Union ernannt. Von September 2016 September 2022 war sie zudem Kammerpräsidentin.